# Liste des musées d'art contemporain en France
Le musée, par définition, conserve le passé, témoigne des tendances du passé. Il n’est donc pas surprenant de trouver dans des musées de l’Art contemporain, un terme qui désigne de façon générale et globale l'ensemble des œuvres d’art produites depuis 1945 à nos jours, et donc pour les plus anciennes, pouvant dater d’un passé certes récent, mais déjà ancien de plusieurs décennies. Mais si l’on entend par art contemporain, l’art de notre époque, celui qui est en train de se faire, de s’inventer, le concept du musée d'art contemporain dans le sens d’un conservatoire d'œuvres de l’art actuel, peut paraître paradoxal, voir contestable. 
Il existe pourtant un certain nombre de musées en France qui d'une manière générale font côtoyer dans leurs collections permanentes des œuvres d'art contemporain, d’artistes plus ou moins confirmés, avec des œuvres plus anciennes. 
Une attitude assez répandue est aussi celle des musées qui ne possèdent pas d'art contemporain dans leur collection, mais qui cependant organisent des expositions temporaires d'art contemporain. Le plus souvent ces expositions thématiques sont réalisées avec un Fonds régional d'art contemporain qui prête temporairement les œuvres.

## Musées possédant unecollection permanented'art contemporain

### Auvergne-Rhône-Alpes
- Clermont-Ferrand : Musée d'art Roger-Quilliot
- Grenoble : Le Magasin et le Musée de Grenoble
- Échirolles : Musée Géo-Charles
- Lyon : Musée d’art contemporain
- Saint-Étienne : Musée d'art moderne de Saint-Étienne
- Villefranche-sur-Saône : Musée Paul-Dini
- Villeurbanne : Institut d'Art Contemporain
- Saint-Romain-au-Mont-d'Or : La Demeure du Chaos

### Bourgogne-Franche-Comté
- Dijon : Musée des beaux-arts
- Appartement galerie Interface

### Bretagne
- Rennes : Frac Bretagne

### Centre-Val-de-Loire
- Blois : Fondation du doute
- Tours : Centre de création contemporaine Olivier Debré

### Grand Est
- Colmar : Musée Unterlinden
- Épinal : Musée départemental d'Art ancien et contemporain
- Erstein : Musée Würth
- Metz : Centre Pompidou-Metz
- Nancy : Musée des beaux-arts de Nancy
- Saint-Louis : Musée d'art contemporain Fernet Branca
- Strasbourg : Musée d'art moderne et contemporain de Strasbourg

### Hauts-de-France
- Amiens : Musée de Picardie
- Dunkerque : Lieu d’Art et Action contemporaine de Dunkerque
- Villeneuve-d'Ascq : Musée d'Art moderne Lille Métropole

### Île-de-France
- Paris : Musée national d'Art moderne ou Centre national d'art et de culture Georges-Pompidou
- Paris : Musée d'art moderne de la ville de Paris
- Vitry-sur-Seine : Musée d'art contemporain du Val-de-Marne

### Normandie
- Caen : Musée des beaux-arts de Caen

### Nouvelle-Aquitaine
- Angoulême : Musée de la Bande dessinée de la Cité internationale de la bande dessinée et de l'image
- Bordeaux : Centre d'arts plastiques contemporains de Bordeaux (CAPC)
- Rochechouart : Musée départemental d'art contemporain

### Occitanie
- Carmaux : Musée du verre à Carmaux
- Céret : Musée d'art moderne de Céret
- Collioure : Musée d'Art moderne Fonds Peské
- Cordes-sur-Ciel : Musée d'art moderne et contemporain
- Montpellier : Musée Fabre, La Panacée
- Nîmes : Carré d'Art
- Saint-Cyprien : Collections de Saint-Cyprien
- Sérignan : Musée régional d'art contemporain Languedoc-Roussillon
- Sigean : Lieu d'art contemporain
- Toulouse : Les Abattoirs

### Pays de la Loire
- Angers : Musée Jean-Lurçat et de la tapisserie contemporaine
- Angers : Musée des beaux-arts d'Angers
- Montsoreau : Château de Montsoreau-Musée d'art contemporain
- Les Sables-d'Olonne : Musée de l'Abbaye de Sainte-Croix
- Nantes : Musée des beaux-arts de Nantes
- La Baule : musée Bernard-Boesch
- Cholet : musée d'art et d'histoire
- Laval : musée art naïf et art singulier
- Lassay-les-châteaux : musée Bernard Chardon

### Provence-Alpes-Côte d'Azur
- Avignon : Hôtel de Caumont - Collection Lambert
- La Seyne-sur-Mer : Villa Tamaris
- Marseille : MAC Musée d'art contemporain de Marseille
- Marseille : Musée Cantini
- Nice : Musée d'art moderne et d'art contemporain de Nice (MAMAC)
- Nice : Musée international d'art naïf Anatole Jakovsky
- Saint-Paul-de-Vence : Fondation Maeght
- Toulon : Hôtel des Arts
- Toulon : Musée d'Art

## Musée accueillant parfois des expositions temporaires d'art contemporain
Ne sont listés ici que les musées non principalement consacrés à l'art contemporain mais qui accueillent parfois des expositions temporaires
Des pages dédiées énumèrent par ailleurs les FRAC, les centres d'art contemporain conventionnés et les autres lieux (publics et privés) organisation des expositions d'art contemporain.

### Auvergne-Rhône-Alpes
- Annecy : Musée-château d'Annecy
- Aurillac : musée d’art et d’archéologie
- Bourg-en-Bresse : Musée de Brou
- Grenoble : Musée de Grenoble
- Échirolles : Musée Géo-Charles
- Lyon : Musée d'art contemporain
- Saint-Étienne : Musée d'art moderne et contemporain de Saint-Étienne Métropole
- Valence : Musée d'Art et d'Archéologie de Valence
- Saint-Romain-au-Mont-d'Or Demeure du Chaos
- Volvic : Musée Sahut

### Bourgogne-Franche-Comté
- Belfort : Tour 46
- Belfort : Musée d'art Moderne
- Chalon-sur-Saône : Musée Nicéphore-Niépce
- Champlitte : Musée départemental Albert et Félicie Demard
- Charolles : Musée René-Davoine de Charolles
- Dole : Musée des beaux-arts de Dole
- Montbéliard : Musée Beurnier-Rossel
- Montbéliard : Musée du château des ducs de Wurtemberg
- Noyers : Musée municipal d'Art naïf

### Bretagne
- Rennes : Musée des beaux-arts de Rennes
- Brest : Centre d'art Passerelle

### Centre-Val-de-Loire
- Issoudun : Musée de l'Hospice Saint-Roch
- Tours : Musée des beaux-arts de Tours

### Grand Est
- Chaumont : Maison du Livre et de l'affiche
- Nancy : Musée des beaux-arts

### Hauts-de-France
- Gravelines : Musée du dessin et de l'estampe originale
- Lille : Palais des beaux-arts de Lille
- Péronne : Musée municipal Alfred Danicourt
- Soissons : Musée de Soissons
- Tourcoing : Musée des beaux-arts

### Île-de-France
- Paris : Musée du Louvre
- Paris : Pinacothèque de Paris
- Paris : Musée Zadkine
- Vitry-sur-seine : Musée d'art contemporain du Val-de-Marne (MAC/VAL)
- Mantes-la-Jolie : Musée de l'Hôtel-Dieu
- Meaux : Musée Bossuet
- Sceaux : Musée de l'Île-de-France

### Normandie
- Coutances : Musée Quesnel-Morinière
- Bernay : Musée des beaux-arts
- Granville : Musée d'art moderne Richard Anacréon
- Le Havre : Musée des beaux-arts André-Malraux
- Pont-Audemer : Musée Alfred Canel
- Rouen : Musée des beaux-arts de Rouen
- Saint-Lô : Musée des beaux-arts

### Nouvelle-Aquitaine
- Agen : Musée des beaux-arts
- Bayonne : Musée Bonnat
- Cambo-les-Bains : Musée Arnaga - Demeure d'Edmond Rostand
- Dax : Musée de Borda
- Espace Paul-Rebeyrolle (Eymoutiers, Haute-Vienne)
- Mont-de-Marsan : Musée Despiau-Wlérick
- Villeneuve-sur-Lot : Musée de Gajac

### Occitanie
- Cahors : Musée de Cahors Henri-Martin
- Grisolles : Musée Calbet
- Les Arques : Musée Zadkine
- Collections de saint-Cyprien, près de Perpignan.
- Rodez : Musée Denys-Puech
- Musée régional d'art contemporain Occitanie, Sérignan
- Lieu d'art contemporain - Sigean.

### Pays de la Loire
- Beaufort-en-Vallée : Musée Joseph-Denais
- Cholet : Musée d'Art et d'Histoire
- Château-Gontier : Musée d'Art et d'Archéologie - Hôtel Fouquet
- Montsoreau : Château de Montsoreau-Musée d'art contemporain
- La Roche-sur-Yon : Musée municipal de La Roche-sur-Yon

### Provence-Alpes-Côte d'Azur
- Antibes : Musée Picasso d'Antibes
- Arles : Musée Réattu
- Avignon : Musée Calvet
- Carros  : Centre international d'art contemporain (CIAC)
- Martigues : Musée Ziem
- Montélimar : Château des Adhémar
- Nice : Musée des Beaux-arts
- Nice : Musée Matisse de Nice
- Vallauris : Musée Magnelli, Musée de la Céramique de Vallauris
- Vallauris : Musée Picasso de Vallauris
- Villefranche-sur-Mer : Musée d'Art et d'Histoire
- Istres : Centre d'art contemporain